# 畝傍號防護巡洋艦
畝傍号防护巡洋舰（日语：／ unebi ?）是旧日本海軍的外购防护巡洋舰（二等巡洋舰），为日本向法国卢瓦尔阿特利耶和尚提耶公司所订购，这也是日本第一艘购自法国的军舰。本舰级只有单艘，因此本舰级也称为畝傍级防护巡洋舰（日方称为“畝傍型防護巡洋艦”）。
本舰作为对清朝的战争准备之一，完工后即起锚返回日本，然而却在返航途中，从新加坡出港后即告失踪。事后日本方面多方搜寻无果，只能将本舰除籍。
本舰舰名来源于奈良县的畝傍山。在日本海军的正式名称为“畝傍舰（日语：畝傍艦）”。除了“畝傍”一名外，候补名字还有“蜻蛉（日语：蜻蛉（あきつ））”、“磐余（日语：磐余（いわれ））”

## 设计和概述

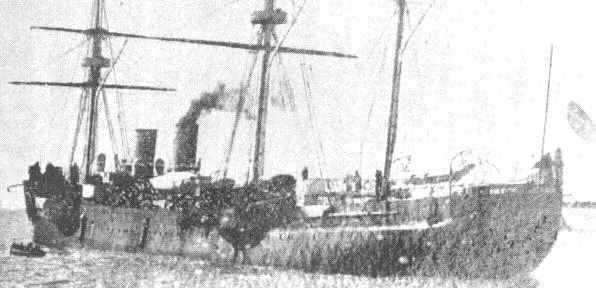
返航途中的畝傍号，刚离开勒阿弗尔不久

十九世纪80年代开始，为了应对日本与清朝之间日趋紧张的关系，时任海军卿川村純義海军中将提议增购军舰。1883年（明治16年）2月24日，海军卿川村純義海军中将提交的海军扩张八年计划提案，希望从1883年度开始陆续新造“大舰”5艘，预计花费750万日元。经过一番修改，最终敲定于明治16-18年度建造“大舰”3艘。其中两艘即为英国承建的浪速级（浪速、高千穗），第三艘则为本舰。
本舰外观上依然是旧式的机帆船模样，有3根桅杆，不过安装有着防护甲板，因此依然可以算作是防护巡洋舰。用蒸汽机航行时最大航速18.5节。
本舰主要武装为克虏伯35倍径单装240毫米炮4门、克虏伯35倍径单装150毫米炮7门。轻型火力包括哈奇开斯57毫米单装6磅速射炮2门，諾典飛爾德4联装25毫米机关炮10座，以及諾典飛爾德11毫米10联装机枪4座。鱼雷武装则为4具356（14.0英寸）鱼雷发射管。
本舰比起日本同时订购的浪速、高千穗两舰，本舰舰体更窄，却搭载了更多的大口径火炮。

## 舰历
1884年（明治17年），日本方面向法国下达造舰订单，造价153万日元。同年5月27日，本舰在勒阿弗尔造船厂开始动工。同年6月5日，日本海军将本舰正式命名为“畝傍”。
1886年（明治19年）4月6日，本舰下水。同年10月18日，畝傍在法国人舰长指挥下，从勒阿弗尔出发返回日本。日本方面返航委员为飯牟礼俊位海军大尉等人。同时舰上还有若干在日法国人家属、以及造船公司70余名员工同乘。同年12月3日，本舰离开新加坡，原本预定于12月14-15日抵达橫濱港。但此后本舰即于南海失踪。
同年12月下旬，日本派出扶桑、海门两舰前往土佐湾至八丈島一带进行搜索；此外也有多艘外国舰船协助搜索工作。然而搜索工作毫无进展，本舰已经彻底失踪。全舰乘员90余人全部下落不明。
1887年（明治20年）10月19日，日本方面认定本舰已经损失。
由于这一事故，日本方面对法方的设计非常不满，遂取消了本级原定的后续舰秋津洲在法国的建造事宜，而聘用英国人员进行重新设计、并在英国进行建造。另外，日本方面获取了船只保险赔偿124万5300日元，随后用这笔钱购买了另一艘军舰千代田。
事故后本舰的建造尾款还有剩余，因为日本方面并不急用，而法国方面也想取得这笔资金，于是用这笔款项为日本建造了一艘鱼雷炮舰千岛。然而炮舰千岛似乎也继承了本舰的噩运，1892年（明治25年）11月30日返航途中，在瀨戶內海与一艘英国商船发生碰撞沉没，舰上乘员74人死于事故，此即轰动一时的千岛号事件。
本舰为日本海军第一次使用“畝傍”这个名字的军舰，但由于事故的阴影，人们认为这个名字不吉利，故日本海军此后再无使用这个名字的军舰。

## 失踪原因

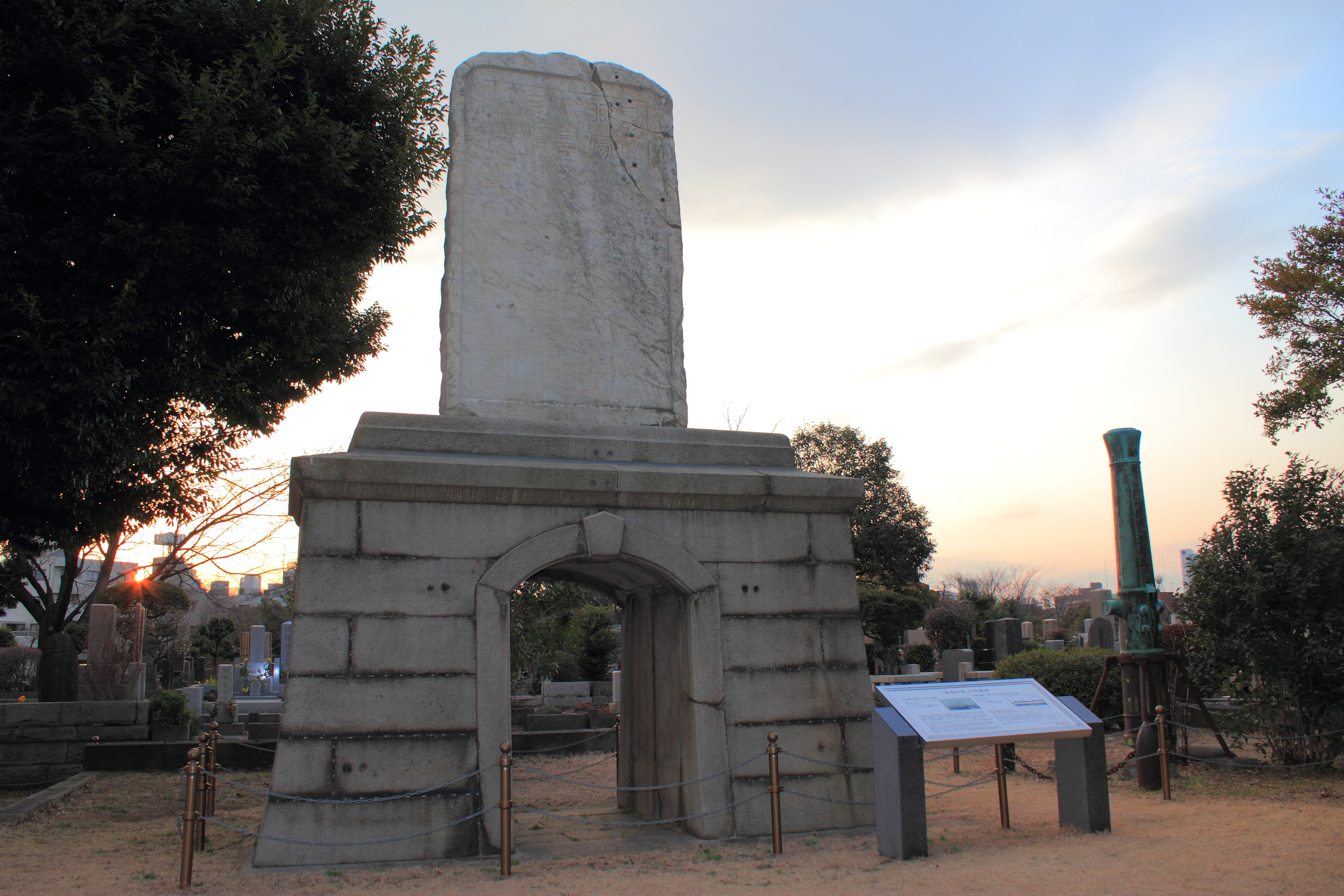
青山靈園“畝傍之森”。左侧为畝傍号的纪念碑，右侧为千岛号的炮管

畝傍采用了典型的法国式设计，船体舷侧内倾，因此甲板非常狭窄；这一因素再加上高大的上层建筑使高度与重量比很大，使得整舰的复原性(指船受浪搖晃傾斜後能迅速平衡的功能) 很差，这也算是法式设计固有的弊端了。再加上本舰三根高耸的桅杆，以及舰上大量搭载的武器，使得复原能力不足的情况进一步恶化，导致本舰很有可能在南海遭遇到比设计时还要更为猛烈的台风时倾覆沉没。即使没有遇到台风，本舰在急速转舵时也可能造成倾斜度过大的情况，如果在这期间遇到横向的波浪的话，就很容易翻转沉没。不管具体情况如何，这种糟糕的复原性，是日本海军最终放弃了法式设计、并取消了后续舰艇建造的一个重要原因。
另一方面对比来看，1954年（昭和29年）5月，也是在南海一带，一个此前比较弱的熱帶氣旋急剧发育成为强劲的3号台风，并导致辰和丸失事，之后有关方面进行的大规模搜索也是两手空空，而且也是连一点漂浮物之类的都没有发现。南海以及低纬度洋面上即使是在冬季也经常会发生台风，而在当时远洋气象观测体系还极为欠缺，在远离陆地的海上经常有大量的台风生成又散去，当时的人类大多对具体情况无从得知，因此本舰在海上遇到同样的灾难也是很有可能的。
不过一般来说船只失事后，多少总能找到点什么；而本舰失踪后，搜救队伍却连一点漂浮物都找不到。因此事件发生后出现了五光十色的言论，诸如“畝傍漂流到了南洋的某个无人岛上并进行修理”，抑或“海盗夺取了畝傍并且拿来当作海盗船”，甚至还有“畝傍已经被清国军舰击沉”之类的说法，种种奇谈怪论不一而足。当时的冒险小说作者押川春浪甚至在其发表的小说中写到，其实西鄉隆盛并没有在西南戰爭中死去，而是登上了畝傍前往西伯利亚冒险去了。后来又有传闻说是本舰其实已经为俄国海军所捕获，这种传闻在日俄战争期间进一步发酵，演变成了“俄国人捕获畝傍后，将本舰作为波羅的海艦隊的一员正在向日本杀来”的传说。